# Césaire Gandzé
Césaire Gandzé (6 marzo 1989) è un calciatore congolese (Repubblica del Congo), centrocampista dell'Étoile du Congo.

## Carriera

### Club
Ha sempre giocato nel campionato congolese.

### Nazionale
Ha esordito in nazionale nel 2011.

## Palmarès

### Club

#### Competizioni nazionali
- Coppa della Repubblica del Congo: 1

Léopards: 2012-2013
- Congo Premier League: 2

Léopards: 2011-2012, 2012-2013
- Supercoppa della Repubblica del Congo: 1

Léopards: 2011

#### Competizioni internazionali
- Coppa della Confederazione CAF: 1

Léopards: 2012